# Jasminanthes saxatilis
Jasminanthes saxatilis är en oleanderväxtart som först beskrevs av Ying Tsiang och P. T. Li, och fick sitt nu gällande namn av W. D. Stevens och P. T. Li. Jasminanthes saxatilis ingår i släktet Jasminanthes och familjen oleanderväxter. Inga underarter finns listade i Catalogue of Life.